# Hulsig Sogn
Hulsig Sogn er et sogn i Frederikshavn Provsti (Aalborg Stift).
Hulsig Kirke blev i 1894 opført i bebyggelsen Hulsig. Kirken lå i Skagen Købstads Landdistrikt, som hørte til Horns Herred i Hjørring Amt. Ved kommunalreformen i 1970 blev landdistriktet lagt sammen med købstaden i Skagen Kommune. Herved blev Hulsig et kirkedistrikt i Skagen Sogn. Da kirkedistrikterne blev afskaffet i 2010, blev Hulsig Kirkedistrikt et selvstændigt sogn. Skagen Kommune indgik ved strukturreformen i 2007 i Frederikshavn Kommune.